# Големи Българени
Големи Българени е село в Северна България. То се намира в община Дряново, област Габрово.

## География
Село Големи Българени се намира в планински район.

## История
Известно е, че село Големи Българени, наред със други села (Глушка, Банари, Билкини, Раданче) е масово заселено от преселници от Дунавската равнина.
Черквата в селото „Рождество Христово“ е на над 100 години. Храмът е в окаяно състояние и пред пълно разпадане. Покривът тече от над две десетилетия, в опасност от разпадане е и иконостасът. Районът около черквата е обрасъл и тя е недостъпна.
През 2020 година започва кампания за спасяване на черквата чрез дарения, която обаче не е успешна. 
Селото е част от Дряновска духовна околия към Великотърновска епархия към Българската православна църква.

## Население
Преброяване на населението през 2011 г.
Численост и дял на етническите групи според преброяването на населението през 2011 г.:
|                     | Численост | Дял (в %) |
| Общо                | 6         | 100,00    |
| Българи             | 6         | 100,00    |
| Турци               | 0         | 0,00      |
| Цигани              | 0         | 0,00      |
| Други               | 0         | 0,00      |
| Не се самоопределят | 0         | 0,00      |
| Неотговорили        | 0         | 0,00      |